# Nejvyšší zemský sudí

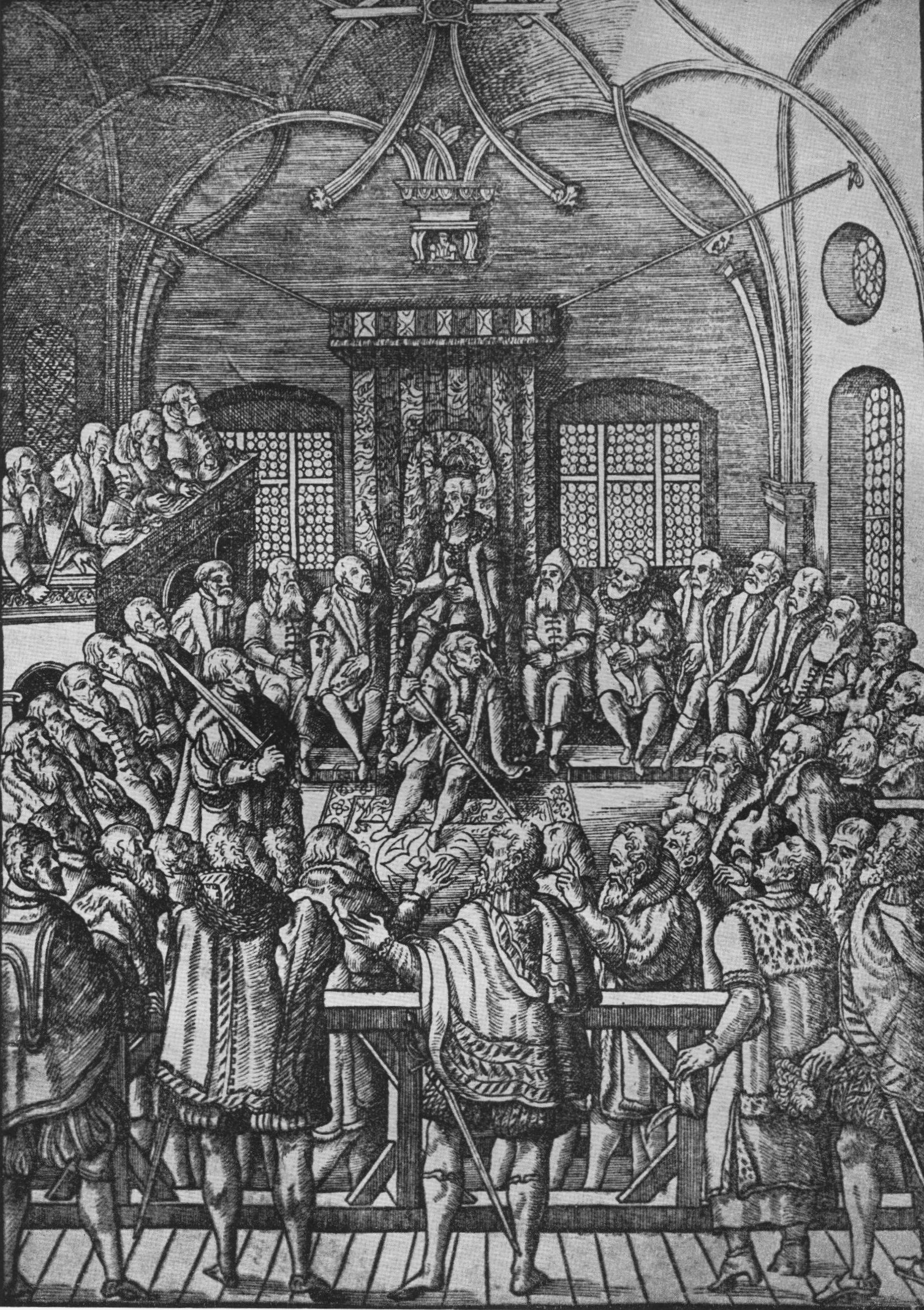
Zasedání českého zemského soudu v roce 1564

Nejvyšší zemský sudí (německy Oberstlandrichter, latinsky iudex terrae, případně supremus iudex terrae nebo iudex Bohemiae) byl v dvanáctičlenném kolegiu pátým nejvyšším zemským stavovským úředníkem Českého království. Obdobně na Moravě patřil mezi sedm nejvyšších zemských úředníků. Připravoval a vedl jednání zemského soudu (Böhmisches / Mährisches Landrecht, iudicium terrae), do jehož kompetencí spadaly majetkové a trestní záležitosti šlechtické obce. 

## České království
Původně dvorský sudí se postupně proměnil v úředníka čistě stavovského. Termín zemský sudí (iudex terrae) se poprvé objevil v za vlády Václava I. (králem 1230–1253) v roce 1244. Postupně se kompetence dvorského sudího zmenšovaly, zatímco agenda nejvyššího zemského sudího narůstala. Stal se nejvyšším soudcem nad šlechtou a předsedal zemskému soudu. Zpočátku předsedal soudu panovník, v jeho nepřítomnosti nejvyšší zemský komorník, teprve od 14. století skutečně vedl jednání zemského soudu nejvyšší zemský sudí (tak v Ordo iudicii terrae). Po husitských válkách zaujal páté místo v hierarchii nejvyšších zemských úřadů (beneficiarii supremi) a byl obsazován pány (dohody z let 1437 a 1497). To potvrdilo Obnovené zřízení zemské (1627). V předbělohorském období byl jmenován na doživotí, po roce 1627 pouze na pět let. Před Bílou horou přísahal králi a stavům, po Bílé hoře pouze králi a jeho dědicům. V rámci tereziánských reforem bylo v roce 1748 zrušeno místodržitelské kolegium, jehož byl řádným členem, a byly omezeny pravomoci zemského soudu. Zemský soud byl značně zbyrokratizován, nejvyšší zemský sudí zůstal v jeho čele, nakonec byl však název úřadu změněn na prezidenta zemského soudu, čímž hodnost nejvyššího zemského sudího zanikla.
Během obřadu korunovace českých králů nosil královské jablko.

### Seznam nejvyšších zemských sudí v Čechách

#### Královský úřad
- 1170 Zvěst
- 1175–1178 Čéč
- 1183–1187 Jan
- 1189 Předota
- 1192–1199 Ratibor
- 1205–1212 Budivoj
- 1212 Ctibor
- 1216–1222 Dalibor
- 1222–1229 Záviš
- 1234–1239 Albert ze Slivna
- 1234 Aldik
- 1238 Albert
- 1240 Mikuláš
- 1240–1241 Zbislav
- 1241 Sulislav
- 1242 Čéč

#### Postupná proměna na zemský úřad
- 1244 Ctibor
- 1249–1255 Pomněn
- 1256–1264 Čéč
- 1267–1269 Drslav
- 1277 Děpolt z Rýzmberka[2]
- 1277–1279 Oneš
- 1284–1287 Boleslav ze Smečna
- 1295 Sezema
- 1309–1324 Oldřich z Říčan († 8. 4. 1325)
- 1328–1340 Oldřich Pluh z Rabštejna
- 1343–1394 Ondřej z Dubé
- 1396–1397 Hynek Berka z Dubé a z Hohenštejna (poprvé)
- 1398–1399 Bohuslav V. ze Švamberka
- 1402–1417 Hynek Berka z Dubé a z Hohenštejna (podruhé)
- 1437–1457 Mikuláš Zajíc z Hazmburka a na Kosti († 1. 7. 1463)
- 1464 Lev z Rožmitálu na Blatné
- 1467 Dětřich z Janovic na Chlumci
- 1472–1474 Jiří ze Stráže
- 1475–1479 Jan Tovačovský z Cimburka na Mladou Boleslav
- 1479–1504 (21. 7.) Půta Švihovský z Rýzmberka († 21. 7. 1504)
- 1504–1507 Zdeněk Lev z Rožmitálu na Blatné[3] (před 1470 – 14. 7. 1535 Blatná)
- 1508 (22. 3.) – 1510 Petr II. Holický ze Šternberka na Leštně († 4. 6. 1514 Líšno)
- 1511–1520 Jiří Bezdružický z Kolowrat na Buštěhradě († 1526 nebo 1528)[4]
- 1522–1523 Hynek Bořita z Martinic na Smečně
- 1523 (2. 3.) – 1534 Zdislav Berka z Dubé a Lipé na Zákupech (1467/1470 – 11. 9. 1553 Zákupy)
- 1534–1541 Jindřich Berka z Dubé na Dřevenicích († 8. 1. 1541)
- 1541 (17. 1.) – 1554 Jan III. starší Popel z Lobkowicz na Zbiroze (1490 – 14. 6. 1569 Libochovice; chlumecká linie)[5]
- 1554–1570 Jan z Valdštejna na Hrádku nad Sázavou († 15. 6. 1576)
- 1570–1576 Bohuslav Felix Hasištejnský z Lobkowicz  (13. 1. 1517 – 27. 8. 1583 Líčkov)[6]
- 1577–1581 Adam ze Švamberka na Přimdě
- 1582–1584 Jiří (starší) Popel z Lobkowicz na Libochovicích (1540 – 27. 5. 1607 hrad Loket, ve vězení)[7]
- 1585–1597 Jiří Bořita z Martinic na Smečně (1532 – 22. 1. 1598)[8]
- 1597–1599 Václav Berka z Dubé na Rychmburce
- 1599 (6. 11.) – 1603 Adam II. ze Šternberka († 10. 4. 1623)
- 1603–1608[pozn. 1] Volf Novohradský z Kolowrat († 17. 1. 1609 Lnáře)
- 1608–1611 Adam ml. z Valdštejna na Hrádku nad Sázavou (1569/1570–1638)
- 1613–1617 Jiří z Talmberka na Jankově[10] (asi 1570/1578–1623)[11]
- 1617–1623 Vilém Slavata z Chlumu a Košumberka (1. 12. 1572 Čestín – 19. 1. 1652 Vídeň)[8]
- 1619–1620 Jáchym Ondřej Šlik na Svijanech (9. 9. 1569 Ostrov – 21. 6. 1621 Praha)
- 1624–1625 Jaroslav Bořita z Martinic (6. 1. 1582 – 21. 11. 1649 Praha)
- 1625 (16. 5.) Bedřich z Talmberka na Vlašimi († 13. 10. 1643)
- 1627 (nebo 1628) – 1638 Jindřich Libštejnský z Kolowrat (1570 – 6. 3. 1646)
- 1638 (11. 10.) – 1644 Sezima z Vrtby (1578 – 6. 3. 1648)
- 1644 (9. 8.) – 1648 Bernard Ignác Jan z Martinic  (20. 8. 1614 – 7. 1. 1685 Praha)
- 1648 František Karel Matyáš ze Šternberka (26. 9. 1612 – 9. 8. 1648 Praha)
- 1649–1650 Heřman Czernin z Chudenic (24. 7. 1576 – 7. 3. 1651)
- 1650 (26. 4.) – 1651 Jan Hartvík z Nostic (1610 Kunzendorf – 24. 3. 1683 Vídeň)[8]
- 1651 (13. 5.) – 1652 (24. 5.) Ferdinand Arnošt z Valdštejna (kolem 1622 Vídeň? – 22. 5. 1656 Praha)[12]
- 1652 (24. 5.) – 1656 Maxmilián Valentin z Martinic (1612 – 20. 12. 1677 Praha)
- 1656 (12. 8.) – 1678 (15. 1.) Vilém Albrecht Krakowský z Kolowrat (18. 2. 1600 Týnec – 8. 2. 1688 Praha)
- 1678 (15. 1.) – 1685 Adolf Vratislav ze Šternberka (1627 Postoloprty – 4. 9. 1703 Zásmuky)
- 1685 (10. 3.) – 1688 (17. 3.) Jan Jáchym Slavata z Chlumu a Košumberka (1634/1637 Vídeň – 1. 7. 1689 Velvary)
- 1688 (17. 3.) – 1689 Jan František Bruntálský z Vrbna (3. 11. 1634 – 22. 8. 1705)[8]
- 1690 (20. 9.) – 1696 Václav Norbert Oktavián Kinský (1642–1719)[8]
- 1696 (30. 4.) –  1704 Václav Vojtěch ze Šternberka (9. 2. 1643 Bechyně – 25. 1. 1708 Praha)
- 1704 (30. 5.) – 1711 (18. 12.) Jan Václav Wratislav z Mitrowicz (asi 1670 – 5. 12. 1712 Vídeň), často pobýval ve Vídni nebo v zahraničí, proto agendu reálně vykonával František Karel Přehořovský z Kvasejovic[13]
- 1705 (20. 7.) – 1717 František Karel Přehořovský z Kvasejovic (1644 – 6. 11. 1723 Praha)
- 1717 (28. 1.) – 1721 Jan Arnošt ze Schaffgotsche (27. 12. 1675 Dobromierz – 11. 7. 1747 Praha)
- 1721 (5. 6.) – 1747 Josef František Bruntálský z Vrbna (2. 8. 1675 – 9. 6. 1755)
- (1741 (?) – 1743 (?) Václav František z Vrtby[14] (1670 – 20. září 1750), předseda zemského sněmu za vlády (proti)krále Karla Albrechta Bavorského (Karla III.))
- 1747 (9. 2.) – 1748 Filip Nerius Krakovský z Kolowrat (26. 3. 1686 Praha – 28. 3. 1773 Praha)
- 1748–1757 Karel Gotthard ze Schaffgotsche (27. 7. 1706 – 18. 12. 1780)
- 1757–1760 Josef Vilém Nostic (27. 7. 1706 Vídeň – 10. 1. 1787 Praha) )
- 1760–1773[pozn. 2] Prokop Jan Krakowský z Kolowrat (13. 3. 1718 – 6. 4. 1774)
- 1774 (15. 4.) – 1789 František Josef Pachta z Rájova (12. 8. 1710 Praha – 28. 11. 1799 Praha)
- 1789 (28. 5.) – 1792 Prokop Lažanský z Bukové (1741–1804)
- 1792 (24. 12.) – 1802 (24. 5.) František Jan z Běšin (1742 – 24. 5. 1802)
- 1802 (31. 8.) Josef Wallis (31. 8. 1767 Praha – 18. 11. 1818 Vídeň)
- 1804 (25. 8.) – 1808 (8. 5.) František Karg z Bebenburka (1749 – 8. 5. 1808)
- 1805–1813 Josef Karel z Auerspergu (26. 2. 1767 Praha –  29. 5. 1829 Brno)
- 1813 (30. 11.) – 1830 (24. 1.) Jan Nepomuk Lažanský z Bukové (8. 11. 1774 Chyše – 24. 1. 1830 Praha)
- 1830 (11. 12.) – ? Fridrich Mořic Wagemann (1778–1855), předseda zemského soudu,[16] úřad zastával v době korunovace Ferdinanda V. Dobrotivého v roce 1836[16]
- 1841–1847 Antonín Bedřich II. Mitrovský z Nemyšle (1801–1865)
- 1847–1849 Leopold Ottomar Hennet (1799–1892)

## Moravské markrabství

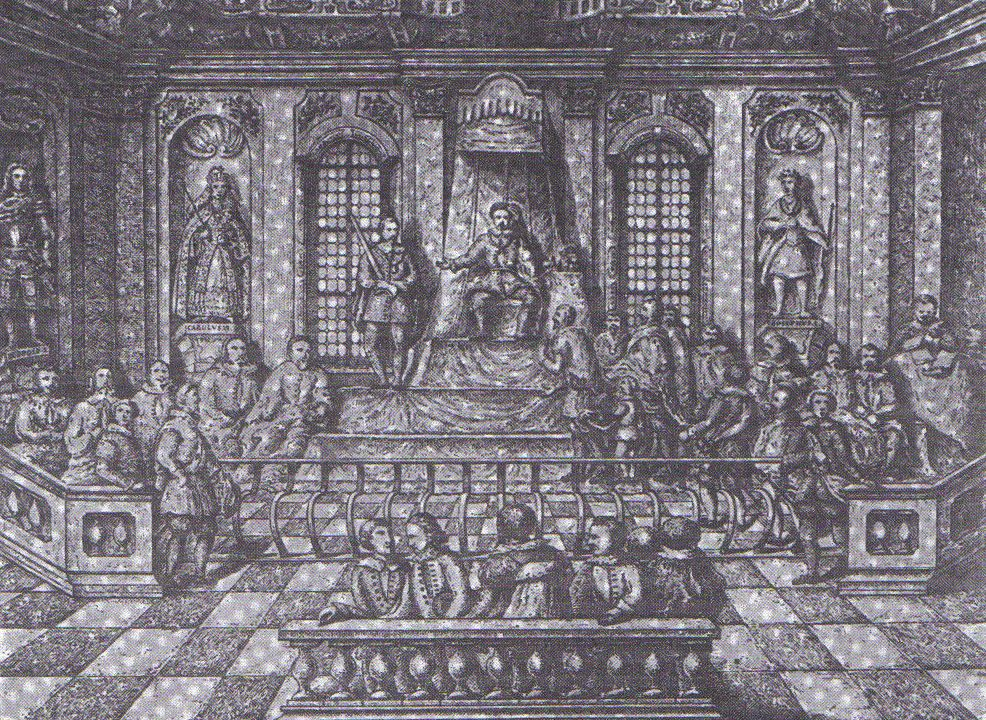
Zasedání moravského zemského soudu v Zemském domě v Brně v 70. letech 17. století. Kresba podle fresky Kajetána Schaumberga.

Moravský zemský soud byl zřízen Karlem IV. (markrabětem 1333–1349) v roce 1348. Navázal na dosavadní nejdůležitější soudy (cúdy) v Olomouci a Brně. Soud zasedal střídavě v Olomouci a Brně, proto byli dva sudí. Podle sněmovního usnesení potvrzeného listinou Vladislava II. Jagellonského (markrabětem 1490–1516) ze 14. září 1493 byl úřad sudího sloučen, od konce 15. století tak byl nejvyšší zemský sudí jen jeden. (Obdobně byl sloučen i úřad komorníka). V roce 1523 za Ludvíka Jagellonského (markrabětem 1516–1526) bylo potvrzeno, že úřad bude v rukou pánů.

### Seznam nejvyšších zemských sudí na Moravě

#### Olomoucký sudí
- 1203 Veliš (?)
- 1207 Jindřich
- 1208–1214 Doben
- (1215?) 1222–1225 Veliš
- 1230 Jan
- 1232–1235 Přebor
- 1234–1236 Vecen
- 1240 Mikuláš
- 1250–1251 Sláva
- 1253–1269 Jan
- 1270 Lideř z Horky
- 1275–1278 Vojslav z Ludslavic
- 1286 Předbor (Přešek) z Bolelouče
- 1287 Kadold z Polomi
- 1297 Příbek
- 1303 Vítek ze Švabenic
- 1303 Jan
- 1314 Heřman
- 1318 Štěpán ze Šternberka
- 1323 Diviš ze Štenberka
- 1330 Lucek
- 1348–1358 Hereš z Lelekovic
- 1358 Štěpán
- 1359–1365 Buzez z Lelekovic
- 1368–1377 Jaroslav z Knenic jinak z Longberka (Lamberk ?)
- 1382 Hereš z Roketnice
- 1383–1387 Unka z Majetína
- 1389 Sulík z Konice
- 1406 Jan z Lomnice
- 1407–1408 Sulík z Konice
- 1409 Erhard Puška z Kunštátu
- 1412 Sulík z Konice
- 1414–1417 Milota z Tvorkova
- 1418 Jan Hus z Krumsina
- 1420 Jan ze Sovince na Pňovicích
- 1426 Vaněk z Boskovic
- 1437 Zbyněk Dúbravka z Dúbravic
- 1446–1466 Mikuláš z Bystřice z Ojnic a na Milonicích
- 1480–1482 Jan ze Žerotína
- 1486–1496 Jan Pňovský ze Sovince

#### Brněnský sudí
- 1213–1214 Lev (spolu i komorník)
- 1222–1226 Ratiboř z Deblína
- 1234–136 Jakub
- 1238–1240 Vecen
- 1240–1245 Rubín
- 1255 Lambert z Boskovic
- 1262 Matěj z Černé Hory (z Kobylic)
- 1281–1283 Vecemil
- 1283 Drzek
- 1288–1297 Pravík
- 1297 Skoch z Hvězdlic
- 1317 Oldřich z Ronberku
- 1324–1327 Přibyslav z Pěrkova
- 1329–1355 Dětřich ze Spranu
- 1356–1365 Blud z Kralic
- 1366–1371 Frank z Paměnic jinak z Kunovic
- 1373–1379 Unka z Majetína
- 1383–1392 Bohunek z Třtěnic
- 1398–1412 Erhard z Kunštátu a ze Skály
- 1415–1437 Jošt Hecht z Rosic
- 1446–1448 Jaroslav ze Šelnberku
- 1464–1466 Hynek z Ludanic
- 1480–1482 Václav z Ludanic
- 1492–1498 Lipolt z Krajku na Cornštejně

#### Znojemský sudí
- před 1213 Jindřich
- 1222 Dětřich
- 1226 Pavel
- 1227 Bartoš (Bítov)
- 1234 Ostoj
- 1260–1268 Ranožíř
- 1269 (?) – 1278 Cuzkraj
- 1279 Volfram
- 1281 Cuzkraj
- 1298 Držislav z Boleradic
- 1345 Blud z Kralic

#### Břeclavský sudí
- 1255–1259 Vojtěch
- 1295 Přebor
- 1297–1317 Velislav z Ořechové
- 1320 Pardus ze Šardic na Horké
- 1322 Mikuláš z Blišic

#### Nejvyšší sudí
- 1486–1496 Jan Pňovský ze Sovince
- 1496–1504 Lipolt z Krajku
- 1505–1507 Jan Pňovský ze Sovince
- 1508–1517 Znáta z Lomnice
- 1518–1524 Vok Pňovský ze Sovince
- 1526 Dobeš z Boskovic a na Rosicích
- 1527–1536 Jan st. ze Šternberka na Kvasicích († 1536)
- 1536–1548 Jan Zajímač z Kunštátu na Jevišovicích a Tavíkovicích
- 1548–1552 Jan z Liechtensteinu na Lednici
- 1552–1554 Václav Černohorský z Boskovic
- 1554–1563 Václav Berka z Dubé a z Lipé
- 1563–1567 Albrecht Černohorský z Boskovic
- 1581–1582 (?) Hynek Brtnický z Valdštejna
- 1582[17]–1589 (1. 8.)[17] Jan z Boskovic na Třebové (asi 1546 – 1. 8. 1589 Praha)
- 1590–1594 Protas z Lomnice na Mezeříčí a Jemnici
- 1596–1599 Jáchym Haugwitz z Biskupic na Rokytnici a Kralicích
- 1599–1601 Karel z Liechtensteinu na Mikulově
- 1606–1621 Maxmilián Lev z Rožmitálu
- 1613–1616 Vilém z Roupova
- 1617–1618 Lev Burian Berka z Dubé (asi 1586/1590 – 26. 3. 1626) – poprvé
- 1619 Václav Bítovský ze Slavikovic
- 1623–1625 Lev Burian Berka z Dubé (asi 1586/1590 – 26. 3. 1626) – podruhé
- 1629–1637 (?) Jiří z Náchoda
- 1635–1637 Julius ze Salm-Neuburgu
- 1637–1642 Jan z Rottalu (1605 Štýrský Hradec – 4. 12. 1674 Vídeň)
- 1643–1644 Baltazar ze Žerotína
- 1644–1648 Gabriel Serényi (†1664)
- 1649–1651 František Magnis (1598 – 7. 12. 1652)
- 1651–1652 Maxmilián Valentin z Martinic  (1612 – 20. 12. 1677 Praha)
- 1652–1655 Lev Vilém z Kounic (16. ledna 1614 – 1655)
- 1655–1659 Michael Ferdinand z Althannu  (25. 6. 1708 Vídeň – 28. 5. 1789 Praha)
- 1659–1660  Ferdinand František Maxmilián z Heisenštejna
- 1660–1664 Jiří Štěpán Bruntálský z Vrbna (asi 1615 – 9. 2. 1682 Praha)
- 1664–1675 Antonín František Collalto (7. 5. 1630 Mantova – 15. 7. 1696)
- 1675–1679 Michael Václav z Althannu (30. 6. 1630 Vídeň – 17. 5. 1686 Wölfelsdorf, dnes Wilkanów, Polsko)
- 1679–1697 Bedřich z Oppersdorffu
- 1697–1701 Karel Maxmilián z Thurn-Valsassiny (15. 10. 1643 – 8. 6. 1716)
- 1701–1702 Walter Xaver z Ditrichštejna (18. 9. 1664 Brno – 3. 11. 1738 Mikulov)
- 1702–1714 František Dominik Podstatský z Prusinovic
- 1714–1721 Michael Heřman Josef z Althannu  (11. 8. 1671 – 14. 11. 1736 Brno)
- 1721–1726 Leopold Antonín Sak z Bohuňovic
- 1726–1737 František Michal Šubíř z Chobyně (14. 12. 1682 Jaroměřice – 3. 1. 1738 Jaroměřice)
- 1737 Jan Leopold z Ditrichštejna  (24. 6. 1703 Brno – 11. 3. 1773 Brno)
- 1738–1748 František Josef Heissler z Heitersheimu († 12. 7. 1753)
- 1748–1753 František Antonín ze Schrattenbachu (5. 5. 1712 Štýrský Hradec – 22. 5. 1783 Baden u Vídně)
- 1753–1755 Václav Michael Bruntálský z Vrbna (27. 9. 1709 – 20. 7. 1755)
- 1755–1763 Karel Otto ze Salm-Neuburgu (14. 5. 1709 – 8. 12. 1766 Vídeň)
- 1763 Mikuláš Hamilton
- 1766 František Reinolt Andlern Vitten († 1766)
- 1766–1772  Jan Václav Widmann
- 1772–1773 Leopold z Clary-Aldringenu (2. 1. 1736 Praha-Malá Strana – 23. 11. 1800 Vídeň)
- 1773–1776 Josef Karel ze Žerotína (8. 10. 1728 Velké Losiny – 10. 11. 1814 Brno)
- 1776–1781 Jan Křtitel Mitrovský z Nemyšle  (28. 1. 1736 Vikštejn – 18. 1. 1811 Brno)
- 1781–1783 Jan Zikmund Bukůvka z Bukůvky
- 1804–1811 Petr Alcantara z Blümegenu (19. 9. 1754 – 6. 7. 1813 Brno)
- 1811–1812 František Dubský z Třebomyslic
- 1812–1816 Heřman František Hess
- 1817–1829  Josef Bubna z Litic
- 1829–1837  Antonín Seblnický
- 1837 Rudolf z Tannenberka
- 1842–1848 Karel z Volkenštejna